# Verrucidens tortifolius
Verrucidens tortifolius là một loài rêu trong họ Seligeriaceae. Loài này được (Hook. f. & Wilson) Reimers mô tả khoa học đầu tiên năm 1936.